# Lemoviere
Lemoviere var et gammelt germansk folkeslag, som holdt til i Pommern og på Rügen tæt op til de udvandrede rugiere. De blev første og eneste gang nævnt af Tacitus i hans oversigt af folkeslag i værket Germania fra 98 e. Kr. Øst for sig boede goterne, og som dem bar de korte sværd og runde skjolde. Som rugierne var de en del af Oxhofte-kulturen. Debczyn-arkæologerne forklarer efterfølgere af Glomma-bosættelsen med flygtende Lemoviere. Her tales der om en stor bådrejse, noget i retning af Berigs færd over Østersøen. Germanske overleveringer beretter om et slag mellem kong Hetel af Glomma og Rugier-kongen Hagen ved Hiddensee, hvor Hagens datter Hilde bortføres af Hetel.